# Сильва, Вальтер Мария де
Вальтер Мария де Сильв (итал. Walter Maria de Silva) — автомобильный дизайнер. Работал в дизайн-центре FIAT, был главой отделения индустриального дизайна, а также дизайна автомобилей института IDEA, возглавлял дизайн-центр Alfa Romeo, затем нового Центра стиля Alfa Romeo. С 1999 года работал в Volkswagen Group: сначала был главой Центра стиля Seat, c 2002 года — ответственным за дизайн «группы Audi» (в которую входили марки Audi, Lamborghini и Seat), с 2007 года — шеф-дизайнер Volkswagen Group. В ноябре 2015 года Вальтер де Сильва покинул компанию.

## Работы
- Alfa Romeo
  - Alfa Romeo 156 (1997)
  - Alfa Romeo 166 (1998)
  - Alfa Romeo 147 (2000)

- Audi
  - Audi A6 (2004)
  - Audi Q7 (2005)
  - Audi R8 (2006)
  - Audi TT (2006)
  - Audi A5 (2007)
  - Audi A3 (Typ 8P/8PA) (2003)
- Lamborghini
  - Lamborghini Miura Concept (2006)
  - Lamborghini Egoista (2013)

- SEAT
  - SEAT Salsa & Salsa Emoción (2000)

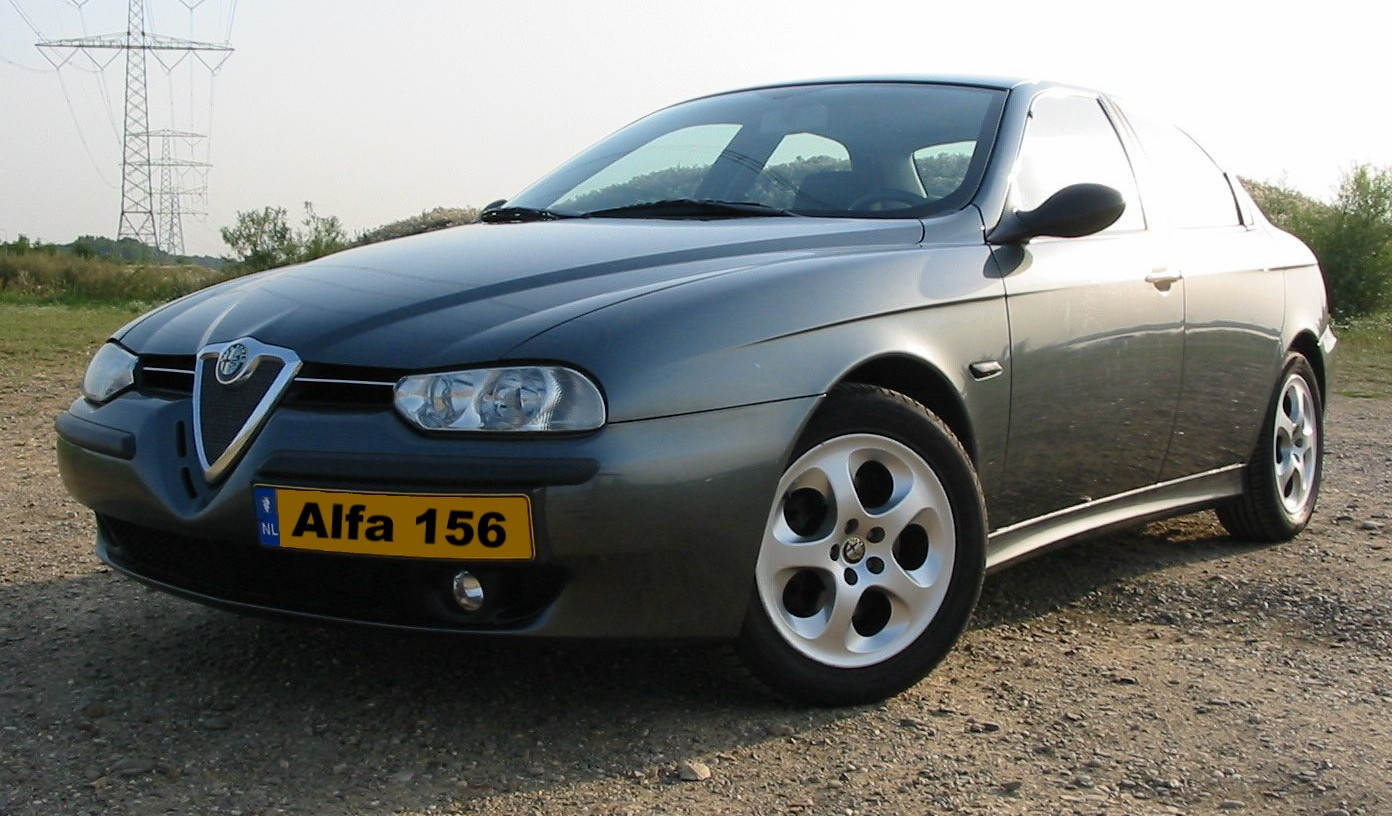
Alfa Romeo 156

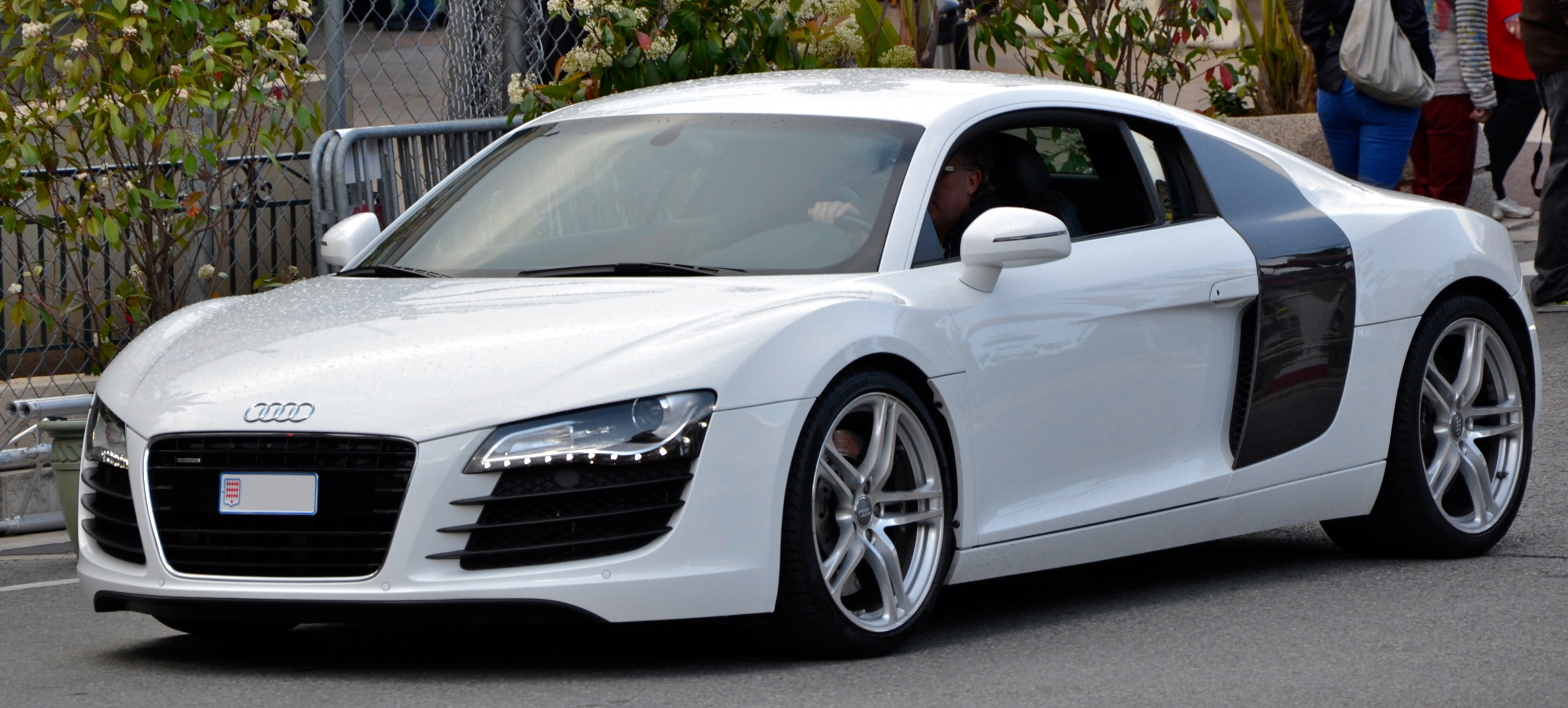
Audi R8

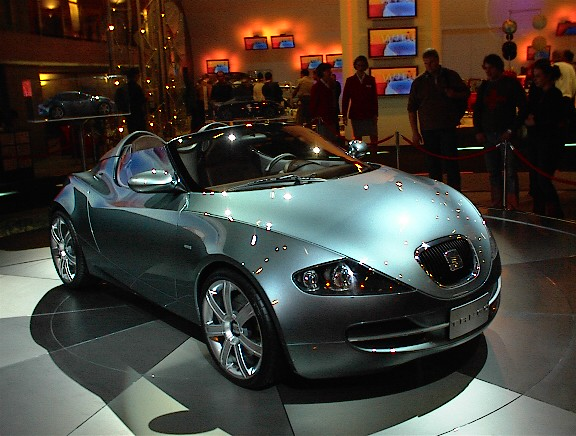
SEAT Tango roadster

  - SEAT Tango roadster/spyder/coupé/Racer (2001)

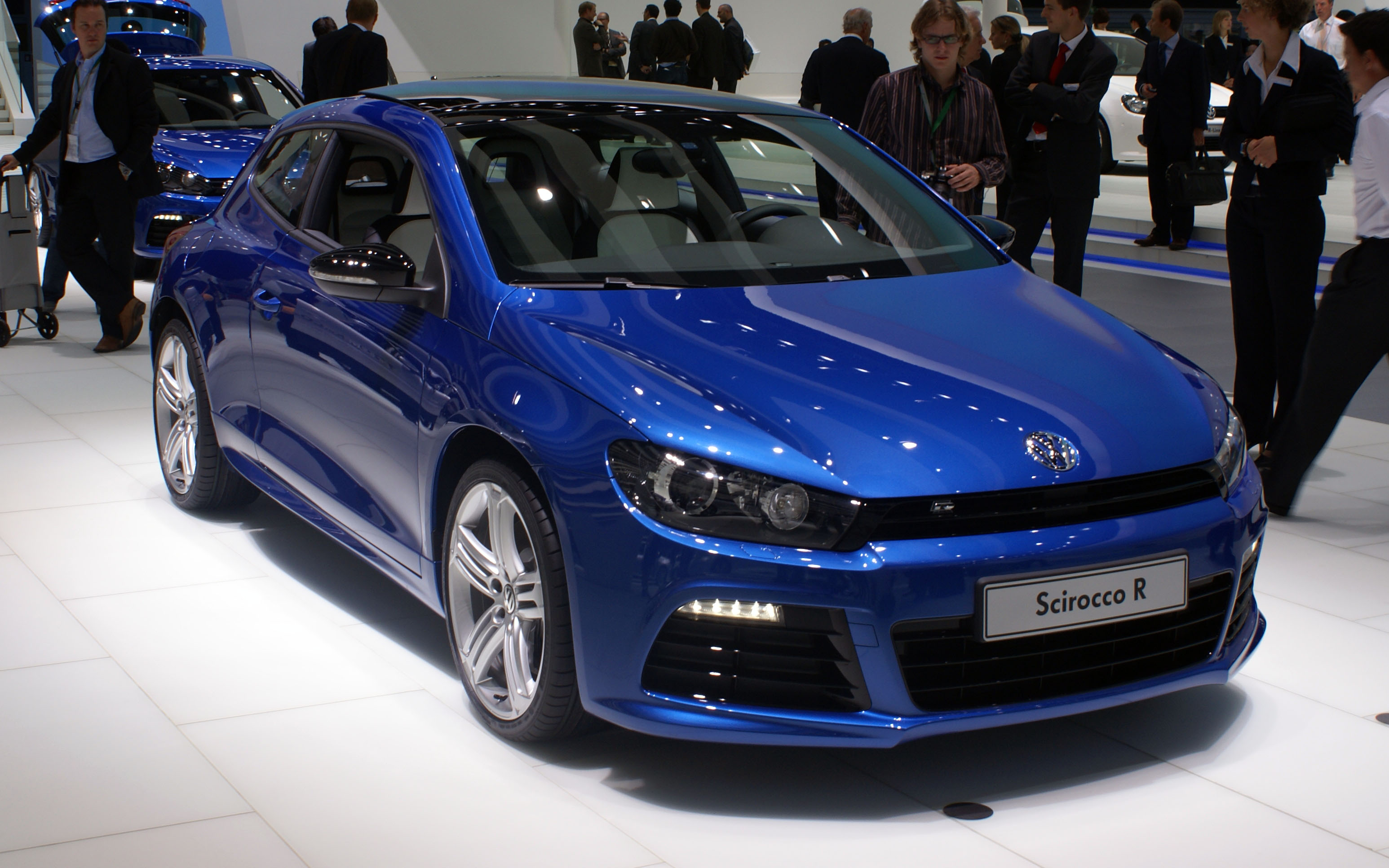
VW Scirocco

  - SEAT Ibiza (2002)
  - SEAT Córdoba (2002)
  - SEAT Altea Prototipo (2003)
  - SEAT Altea (2004)
  - SEAT Toledo (2004)
  - SEAT León (2005)

- Volkswagen
  - Volkswagen CC (2008)
  - Volkswagen Golf (2008)
  - Volkswagen Scirocco (2008)
  - Volkswagen Polo (2009)
  - Volkswagen Amarok (2010)
  - Volkswagen Jetta (2010)
  - Volkswagen Passat (2010)
  - Volkswagen Sharan (2010)
  - Volkswagen Touareg (2010)
  - Volkswagen Beetle (2011)
  - Volkswagen up! (2011)
  - Volkswagen Touran (2015)
- Leica Camera
  - Leica M9 Titanium[3]